# Hirtodrosophila prognatha
Hirtodrosophila prognatha är en tvåvingeart som först beskrevs av Sturtevant 1916.  Hirtodrosophila prognatha ingår i släktet Hirtodrosophila och familjen daggflugor. Inga underarter finns listade i Catalogue of Life.